# Victor Lardent
 (mai 2018).
Victor Lardent (né en 1905 et mort en 1968) est un publicitaire britannique et dessinateur au Times à Londres. 
Il a créé la police de caractères Times New Roman sous la direction de Stanley Morison en 1932, qui est couramment utilisée aujourd'hui.